# Romeo (logiciel)
Roméo est un atelier logiciel pour la validation et la vérification (Model-checking) de systèmes temps réel modélisés par des réseaux de Petri temporels, à chronomètres ou paramétriques.
Cet outil est développé par l'équipe Systèmes Temps Réel de l'LS2N (École centrale de Nantes, université de Nantes, CNRS) à Nantes, France.
Roméo fonctionne sur les plates-formes Linux, Mac OS X et Windows.